# Kozuli, Ovruci
Kozuli (în ucraineană Козулі) este un sat în comuna Luceankî din raionul Ovruci, regiunea Jîtomîr, Ucraina.

## Demografie
Componența lingvistică a localității Kozuli
     Ucraineană (100%)
Conform recensământului din 2001, toată populația localității Kozuli era vorbitoare de ucraineană (100%).